# Angkor Borei

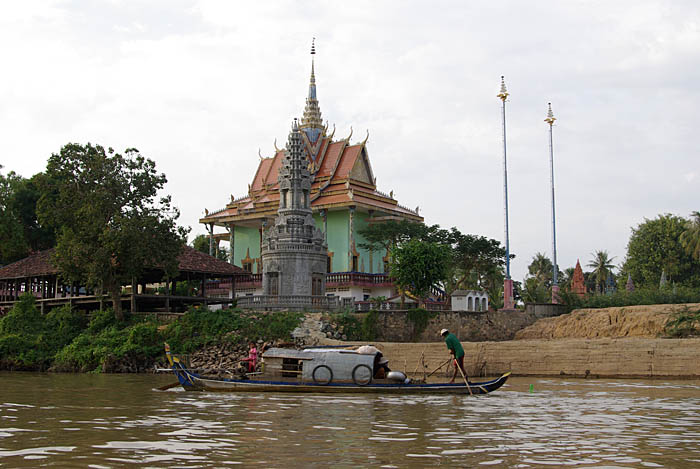
Angkor Borei (2007)

Angkor Borei (Khmer អង្គរបុរី) ist eine alte Stadt in der Provinz Takeo im Süden von Kambodscha. Angkor bildete die Hauptstadt des Königreichs Funan. 
Angkor Borei dehnt sich auf einem Gebiet von etwa 300 Hektar aus. Das Gebiet wurde bereits im 4. Jahrhundert v. Chr. besiedelt und bildete ein wichtiges Zentrum, umringt von einem Wall und einem Graben. Chinesische Reisende beschrieben die Gegend als die Hauptstadt des Staates Funan. Die Stadt stand mit anderen Siedlungen im Delta des Mekong durch Kanäle in Verbindung.
Ausgrabungen, unter anderem geleitet von Miriam T. Stark, zeigen, dass das Gebiet in der prähistorischen Eisenzeit besiedelt wurde. Es wurde ein tief gelegener Friedhof freigelegt, in dem die Toten in Tonkrügen zusammen mit Opfergaben begraben wurden. Auf diese Periode folgte eine Eroberung durch fremde Mächte, die durch zahlreiche dünne orange Tonwaren gekennzeichnet ist, die aus dem 1. bis 6. Jahrhundert stammen. Die Stadtwälle können in der Spätphase dieser Periode errichtet worden sein. Der Wall ist mindestens 2,40 Meter breit und reicht in manchen Teilstücken immer noch bis auf 4,50 Meter Höhe. 
Innerhalb des Walls befinden sich viele aufgeschüttete Hügel, die als Tempelfundamente dienten. Fundstücke aus dem 7. Jahrhundert mit einer Darstellung des Gottes Vishnu wurden in einem der Hügel entdeckt. Rechteckige Teiche und Wasserreservoire mit Ausmaßen von bis 100 m mal 200 m deuten auf eine größere Bevölkerung hin, die hier versorgt werden musste. 
Etwa drei km entfernt liegt der Hügel Phnom Da, ebenfalls ein archäologischer Fundort aus der Angkorzeit.